# Patrick El Mabrouk
Patrick El Mabrouk (Francia, 30 de octubre de 1928-3 de febrero de 2004) fue un atleta francés especializado en la prueba de 1500 m, en la que consiguió ser subcampeón europeo en 1950.

## Carrera deportiva
En el Campeonato Europeo de Atletismo de 1950 ganó la medalla de plata en los 1500 metros, llegando a meta en un tiempo de 3:47.8 segundos, tras el neerlandés Wim Slijkhuis (oro con 3:47.2 segundos que fue récord de los campeonatos) y por delante del William Nankeville (bronce con 3:48.0 segundos).